# سمكة البني
سمكة البني (بالإنجليزية: Barbel)‏ و(باللاتينية: Barbus bynni) ومفرده بنية بكسر الباء والنون وهي سمكة جميلة وقوية جدا وسريعة لونها فضي وهي صغيرة يتحول لونه إلى الذهبي عند التقدم في العمر ولها شوكة قاسية في الظهر وظهرها يصبح مرتفعا في الأسماك كبيرة الحجم ويسمى (الأتب) ولون ذيلها عادة احمر متدرج إلى الفضي المصفر قشرها يكبر مع كبر حجمها.